# Acerophagoides varro
Acerophagoides varro är en stekelart som beskrevs av John S. Noyes 2000. Acerophagoides varro ingår i släktet Acerophagoides och familjen sköldlussteklar.
Artens utbredningsområde är Costa Rica. Inga underarter finns listade i Catalogue of Life.